# Laguna Beach (Kalifornien)
Laguna Beach ist eine Stadt im Orange County im US-Bundesstaat Kalifornien. Sie liegt am  Pazifischen Ozean zwischen den Großstädten Los Angeles und San Diego.
Die 1887 gegründete Küstenstadt hat 23.032 Einwohner (Stand: 2020). Laguna Beach ist eine sehr wohlhabende Gemeinde. Mit einem durchschnittlichen Pro-Kopf-Einkommen von 75.460 US-Dollar wurde 2013 fast das Dreifache des Landesdurchschnitts erreicht.
Die zahlreichen Galerien, Veranstaltungen und das Laguna Art Museum ziehen Kunstliebhaber aus aller Welt an. Die Lage am Meer macht Laguna Beach bei Wassersportlern und Strandurlaubern zu einem beliebten Ziel. Durch die von MTV produzierte Fernsehserie Laguna Beach: The Real Orange County hat die Stadt große Bekanntheit erlangt.

## Geographie

### Geographische Lage

Luftbild von Laguna Beach

Laguna Beach liegt rund 50 Meilen (80 km) südöstlich von Los Angeles am  Pazifischen Ozean in Südkalifornien. Die Stadt befindet sich am südlichen Rand der Metropolregion Greater Los Angeles Area und reiht sich in die Kette der Küstenorte, welche durch die California State Route 1 (Pacific Coast Highway) miteinander verbunden sind. Laguna Beach wird landseitig von den San Joaquin Hills eingerahmt, die steil vor der Meeresküste aufragen. Der enge Laguna Canyon durchschneidet die Bergkette im Norden und endet am Stadtkern. Die Landschaft beeindruckt mit einer Vielzahl an Buchten, Stränden und Klippen.
Das Stadtgebiet umfasst eine Gesamtfläche von insgesamt 25,2 Quadratkilometern. Davon entfallen 22,9 Quadratkilometer auf Landflächen und 2,3 Quadratkilometer auf Wasserflächen. Die Topographie der Stadt ist abwechslungsreich. Laguna Beach breitet sich von Meereshöhe bis zum Temple Hill aus, der mit 307 Metern die höchste Erhebung der Stadt ist.

### Geologie

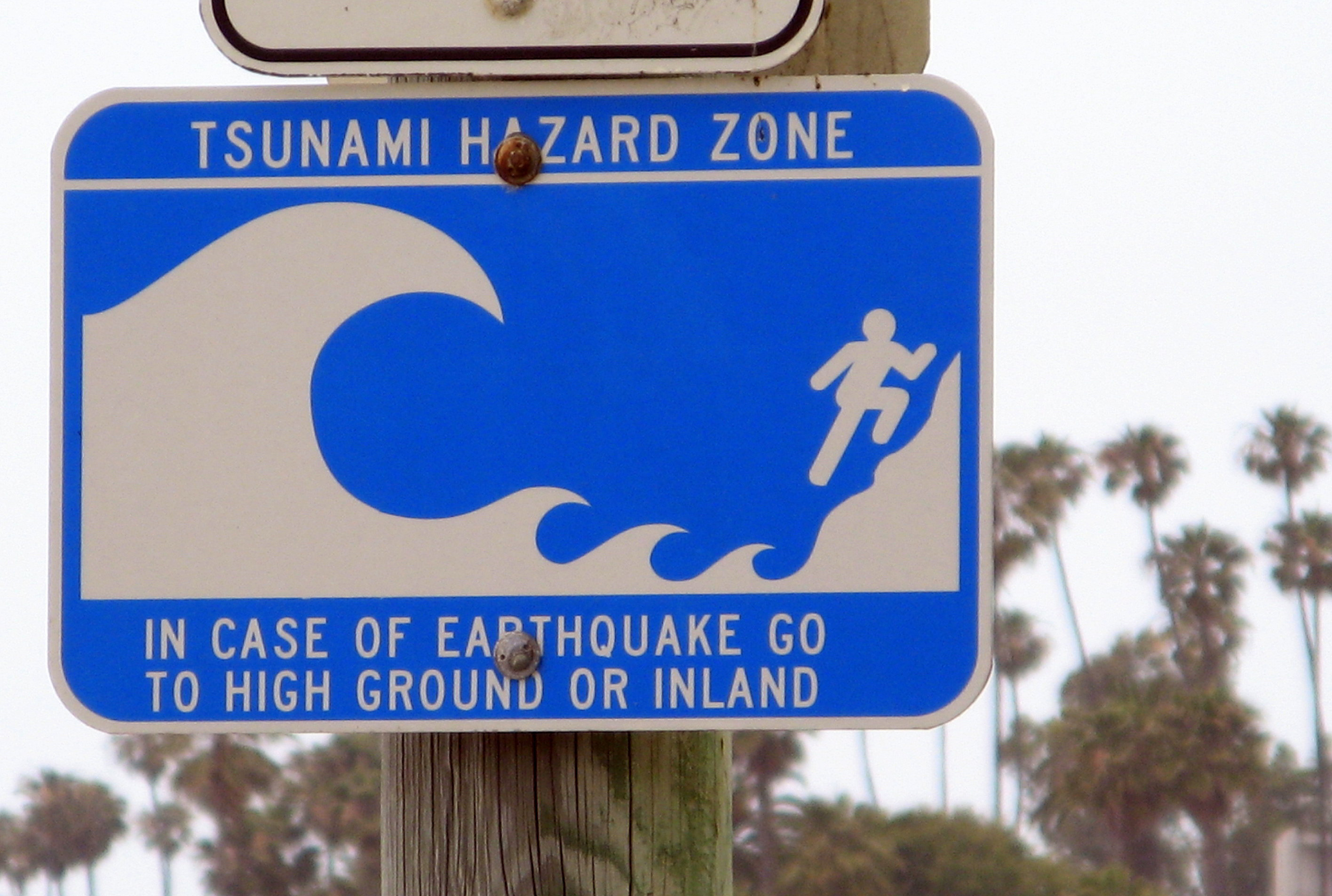
Tsunami-Warnschild am Strand

Aufgrund der Lage am Pazifischen Feuerring wird Laguna Beach oft von Erdbeben erschüttert. Die geologische Instabilität verursacht in der näheren Umgebung viele Verwerfungen, die über oder unter der Erdoberfläche verlaufen. Am Ostrand der Greater Los Angeles Area befindet sich die San-Andreas-Verwerfung, die Experten zufolge schon seit mehreren Jahren als Auslöser für das nächste verheerende Erdbeben gilt. Die sogenannte Newport-Inglewood-Verwerfung verläuft in südöstlicher Richtung und endet 10 Meilen (16 km) nördlich von Laguna Beach im Meer. Im Hinterland der Stadt wurde Ende der 1990er-Jahre eine weitere Verwerfung entdeckt, die sich durch die San Joaquin Hills zieht. Durch die Lage am Meer ist die Stadt außerdem durch Tsunamis gefährdet.
In der jüngeren Vergangenheit ist die Gegend von mehreren schweren Erdbeben getroffen worden. Das Northridge-Erdbeben im Januar 1994 erreichte eine Stärke von 6,7 auf der Richterskala und verursachte in ganz Südkalifornien schwere Schäden. Beim Chino-Hills-Erdbeben im Juli 2008 wurde eine Stärke von 5,4 gemessen. Das Epizentrum lag etwa 40 Meilen (64 km) nördlich von Laguna Beach entfernt.

### Nachbargemeinden
Laguna Beach grenzt im Nordwesten durch den Crystal Cove State Park getrennt an Newport Beach, im Nordosten an Laguna Woods, im Osten an Aliso Viejo und Laguna Niguel sowie im Südosten an Dana Point. Das Meer breitet sich im Südwesten der Stadt aus.

### Klima

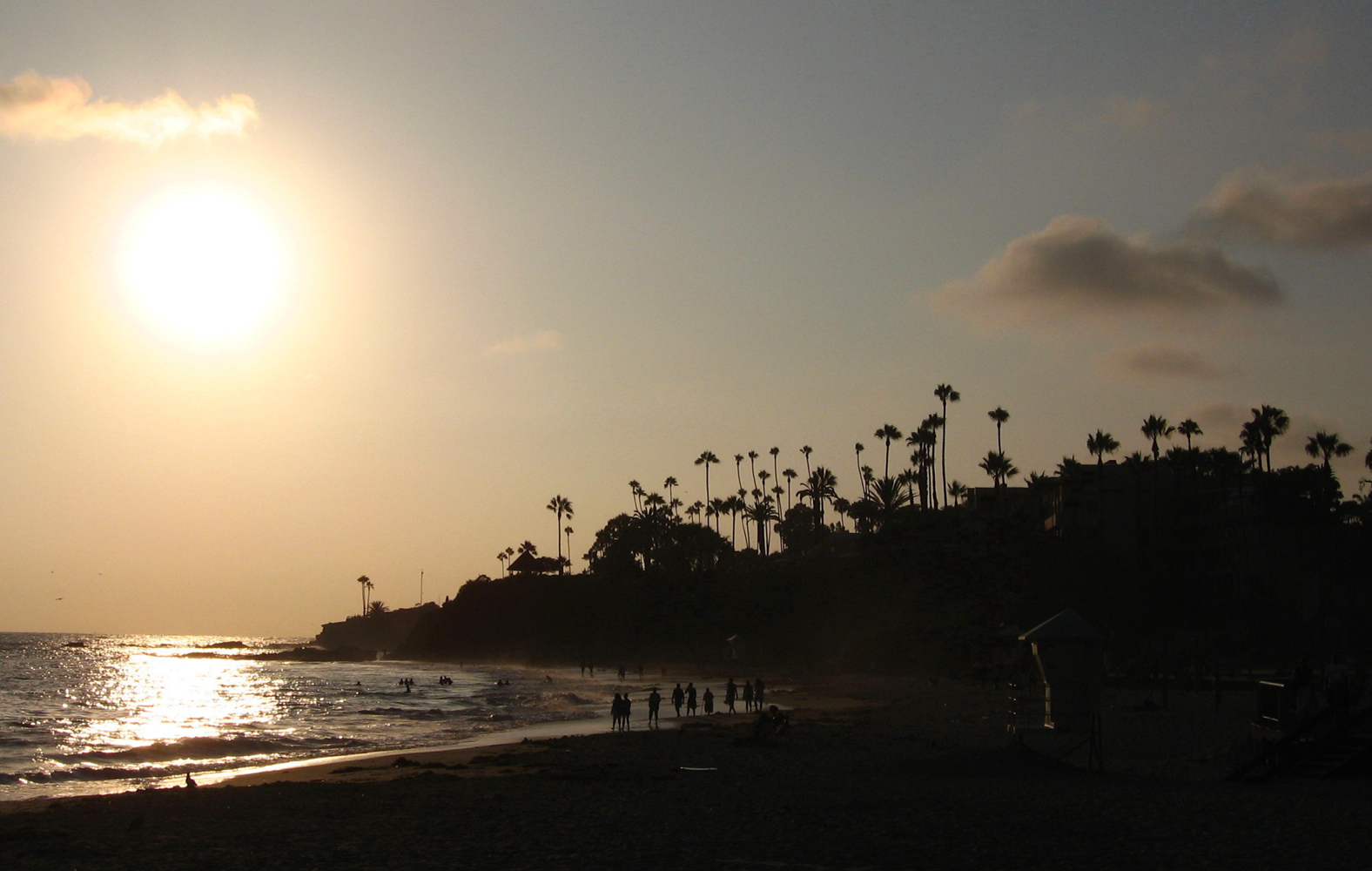
Sonnenuntergang am Meer

Aufgrund seiner Lage in der subtropischen Klimazone herrscht in Laguna Beach das ganze Jahr über ein sehr warmes und trockenes Klima. Der effektiven Klimaklassifikation zufolge gilt für Laguna Beach die Einteilung Csa. Die durchschnittliche Jahrestemperatur beträgt 16,6 Grad Celsius und die jährliche Niederschlagsmenge liegt bei 344,0 Millimeter.
Der Sommer zeichnet sich durch lange Phasen trockenen Klimas aus. Die wärmsten Monate sind Juli, August und September mit einem Monatstemperaturmittel von mehr als 20 Grad. Ohne die Lage an der Pazifikküste wäre es noch deutlich wärmer, da der Wind vom Meer die Temperaturen abschwächt. Die höchste Temperatur wurde 1963 mit 42,2 Grad gemessen. In den Sommermonaten fällt selten Regen; zwischen Mai und Oktober ist es überwiegend trocken.
Im Winter ist es etwas kälter, wobei die Temperaturen eher selten auf einstellige Grade fallen. Die kältesten Monate sind Januar, Februar und Dezember mit 13 Grad im Mittel. Die niedrigste Temperatur wurde 1949 mit −6,1 Grad gemessen. Fast der gesamte Jahresniederschlag fällt in der Zeit von Dezember bis März.
Die sogenannten Santa-Ana-Winde, die über die Santa Ana Mountains aus der nordöstlich der Stadt gelegenen Mojave-Wüste in die Region dringen, können zeitweise für starke Hitzewellen in der Region führen. Dabei entstehen immer wieder ausgedehnte Wald- und Buschbrände. Im Oktober 1993 vernichtete ein derartiges Feuer im Laguna Canyon über 65 Quadratkilometer Waldfläche.
```

```

|                       | Jan  | Feb  | Mär  | Apr  | Mai | Jun | Jul | Aug | Sep | Okt  | Nov  | Dez  |   |      |
| Mittl. Tagesmax. (°C) | 19   | 19   | 20   | 22   | 22  | 23  | 25  | 26  | 26  | 24   | 22   | 19   | ⌀ | 22,3 |
| Mittl. Tagesmin. (°C) | 7    | 7    | 8    | 9    | 12  | 14  | 15  | 15  | 15  | 13   | 9    | 7    | ⌀ | 10,9 |
|                       |      |      |      |      |     |     |     |     |     |      |      |      |   |      |
| Niederschlag (mm)     | 69,8 | 75,1 | 65,5 | 21,3 | 6,3 | 3,3 | 1,0 | 3,0 | 8,9 | 11,9 | 31,2 | 46,7 | Σ | 344  |
|                       |      |      |      |      |     |     |     |     |     |      |      |      |   |      |
| Wassertemperatur (°C) | 15   | 15   | 15   | 15   | 16  | 17  | 19  | 20  | 19  | 18   | 17   | 15   | ⌀ | 16,8 |

| 7 |

| 7 |

| 8 |

| 9 |

| 12 |

| 14 |

| 15 |

| 15 |

| 15 |

| 13 |

| 9 |

| 7 |

| 7 |

| 7 |

| 8 |

| 9 |

| 12 |

| 14 |

| 15 |

| 15 |

| 15 |

| 13 |

| 9 |

| 7 |

| N i e d e r s c h l a g | 69,8 | 75,1 | 65,5 | 21,3 | 6,3 | 3,3 | 1,0 | 3,0 | 8,9 | 11,9 | 31,2 | 46,7 |
|                         | Jan  | Feb  | Mär  | Apr  | Mai | Jun | Jul | Aug | Sep | Okt  | Nov  | Dez  |

## Geschichte
Vor Ankunft der europäischen Einwanderer lebten Indianer (die Acjachemen Nation, auch bekannt als „Juaneño Band of Mission Indians“) in der Gegend, die den Ort Lagonas (dt. „See“) nannten. Die Ureinwohner waren von Wasserstellen in den umliegenden Tälern angelockt worden. Im späten 19. Jahrhundert entwickelte sich der Ort zu einem Rastplatz für vorbeikommende Reisende. In der Folgezeit wurden die ersten dauerhaften Unterkünfte errichtet, von denen einige noch heute stehen. Die offizielle Gründung des Orts erfolgte 1887.
Um 1900 entdeckte der Landschaftsmaler Norman St. Clair die Schönheit der Gegend und zog daraufhin von San Francisco nach Laguna Beach. In den folgenden zehn Jahren folgten ihm mehr als 30 weitere Künstler und machten aus dem Ort eine bekannte Künstlerkolonie. Aus der 1918 gegründeten Laguna Beach Art Association ging das spätere Laguna Art Museum hervor. Das renommierte Laguna Playhouse führte 1920 erstmals Theaterstücke auf. In den 1930er-Jahren riefen Künstler das Festival of Arts – Pageant of the Masters ins Leben. In den 1960er-Jahren kam das  Sawdust Festival hinzu.
Laguna Beach erhielt am 29. Juni 1927 Stadtrechte. Zu dieser Zeit hatten viele Schauspieler aus dem nahen Hollywood die Stadt als Ferienort erkannt. Berühmte Persönlichkeiten wie Bette Davis, Mary Pickford, Judy Garland, Rudolph Valentino, Charlie Chaplin und Mickey Rooney besuchten Laguna Beach oder besaßen hier Häuser. In den 1960er-Jahren wurde die Stadt zur Heimat der Hippie-Bewegung. Der White House Press Corps machte Laguna Beach regelmäßig zu seinem Standort, wenn der damalige US-Präsident Richard Nixon sein Haus im Nachbarort San Clemente besuchte.
Bis heute zählen der Tourismus und die lebhafte Kunstszene zu den wichtigsten Wirtschaftsfaktoren der Küstenstadt. Jährlich besuchen rund drei Millionen Urlauber Laguna Beach. Die über 100 Kunstgalerien, das Laguna Art Museum und das Laguna Playhouse prägen das kulturelle Erscheinungsbild des Orts.

## Bevölkerung

### Bevölkerungsentwicklung und Demographie
Die Bevölkerung von Laguna Beach hat sich seit dem frühen 21. Jahrhundert merklich verändert. Nach dem Höchststand 2000 mit 23.776 Einwohnern ist die Einwohnerzahl tendenziell rückläufig. 2024 wurden für Laguna Beach 22.332 Einwohner gezählt, was einen weiteren Rückgang gegenüber den Vorjahren darstellt. Diese Entwicklung reflektiert einen allgemeinen Trend in vielen Küstenstädten Kaliforniens.
In demographischer Hinsicht ist Laguna Beach vorwiegend von einer weißen Bevölkerung geprägt, welche 86,02 % der Gesamtbevölkerung ausmacht. Weitere 7,84 % der Einwohner identifizieren sich als Angehörige von zwei oder mehr Ethnien, während Asiaten 3,16 % und andere Rassen 2,04 % der Bevölkerung ausmachen. Das Medianalter liegt bei etwa 53,7 Jahren, was auf eine ältere Bevölkerung hinweist.
In Bezug auf die Bildung verfügen über 64 % der Erwachsenen über einen Bachelor-Abschluss oder höher. Die Bevölkerung von Laguna Beach ist überdurchschnittlich wohlhabend mit einem hohen durchschnittlichen Haushaltseinkommen und einer hohen Wohneigentumsquote, wobei 67,3 % der Haushalte von ihren Eigentümern bewohnt werden.

## Politik

### Stadtregierung
An der Spitze der Stadtverwaltung von Laguna Beach steht der Bürgermeister (Mayor). Seit Dezember 2008 hat Kelly Boyd das Amt inne.
Dem Stadtrat (City Council) von Laguna Beach gehören der Bürgermeister, der stellvertretende Bürgermeister und drei weitere Mitglieder an. Der Stadtrat hält zwei Mal monatlich eine Versammlung ab, bei der über kommunalpolitische Fragen entschieden wird. Der Stadtrat wird auf vier Jahre gewählt.
Im Mai 2009 gab es im Stadtgebiet insgesamt 18.806 registrierte Wähler, von denen 6768 Republikaner und 7246 Demokraten waren.

### Städtepartnerschaften
Laguna Beach unterhält eine Städtepartnerschaft mit:
| - Menton, Frankreich |

## Kultur und Sehenswürdigkeiten

### Theater und Museum

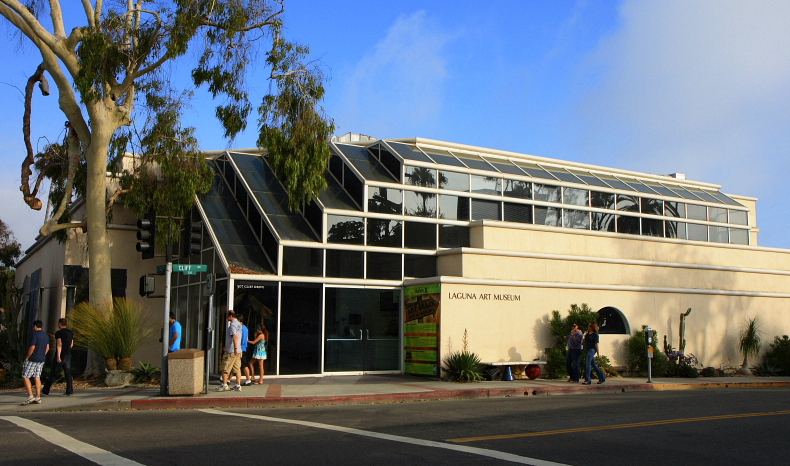
Das Laguna Art Museum am Cliff Drive.

Das 1920 gegründete Laguna Playhouse ist ein Theater an der Laguna Canyon Road. Die Kompanie hat durch ihre Aufführungen landesweite Bekanntheit erlangt und gewann in jüngerer Vergangenheit mehrere bedeutende Preise. Seit 1969 ist das Ensemble im Moulton Theater beheimatet.
Das Laguna Art Museum am Cliff Drive wurde 1918 eröffnet. Das Haus präsentiert in wechselnden Ausstellungen  hauptsächlich Werke der zeitgenössischen und modernen Kunst. Die rund 3.500 Exemplare umfassende Sammlung legt einen Schwerpunkt auf die kalifornische Kunst vom frühen 19. Jahrhundert bis zur Gegenwart.

### Bauwerke
Im Crystal Cove Historic District stehen dutzende historische Strandhäuser. Die kleine Siedlung gilt als Musterbeispiel der Küstenentwicklung im frühen 20. Jahrhundert. Die Gebäude liegen am Strand des Crystal Cove State Parks und sind seit 1979 im National Register of Historic Places verzeichnet.

### Parks

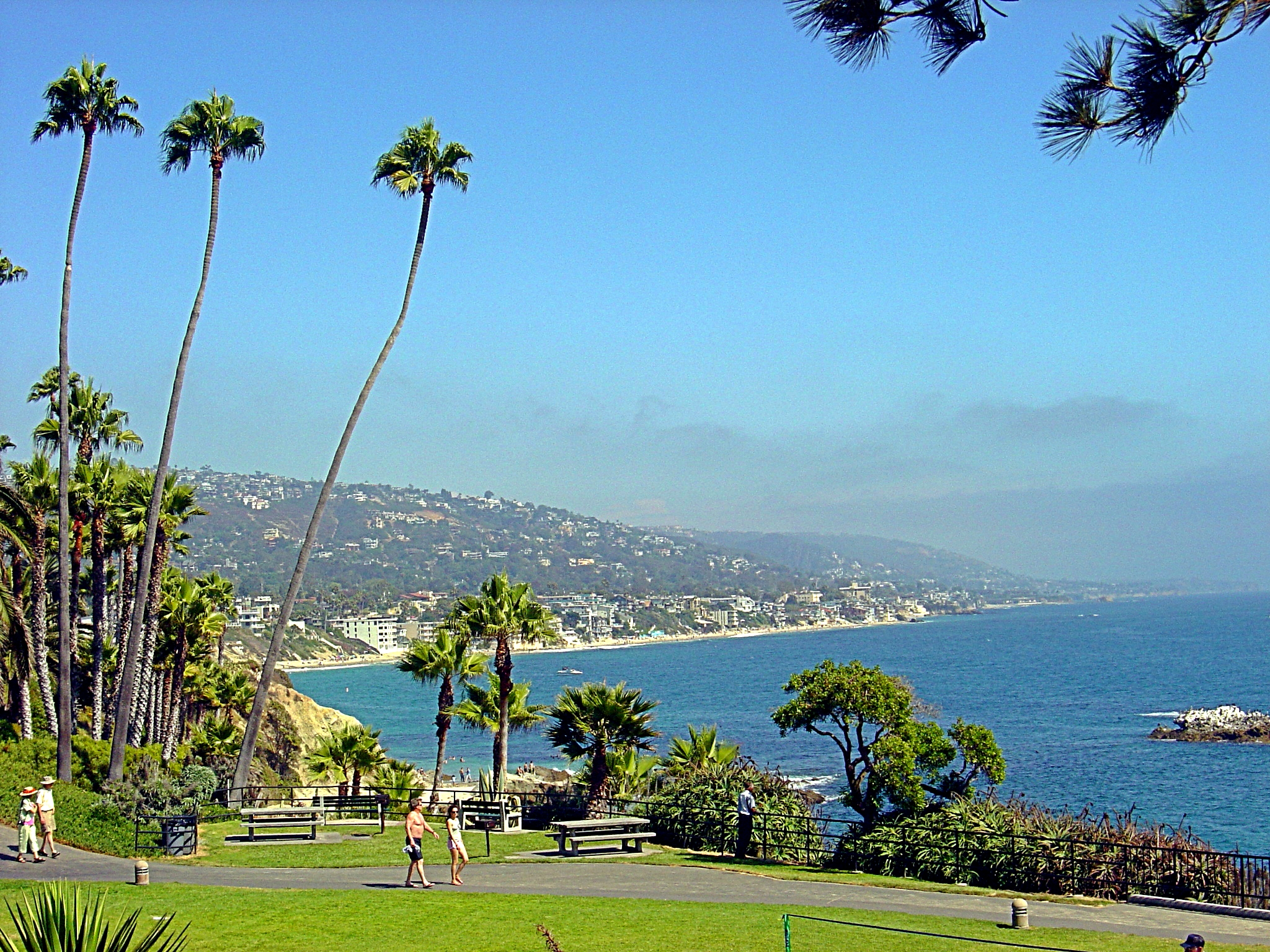
Im Heisler Park

Der Heisler Park ist einer der zahlreichen öffentlichen Parks und Grünflachen in Laguna Beach. Das Gelände breitet sich auf den steil aufragenden Klippen über dem  Pazifischen Ozean aus und bietet weite Blicke auf die Stadt und das Meer. Schattige Palmen und Kunstinstallationen laden zum Verweilen ein. Über Treppen gelangt man zu den schmalen Sandstränden.
Im Westen grenzt der Crystal Cove State Park an Laguna Beach. Das Naturschutzgebiet erstreckt sich von der Meeresküste bis in die Bergkuppen des Hinterlands. Kilometerlange Sandstrände, Dünen und Wälder erwarten die Besucher.
Weiter im Norden der Stadt liegt der Laguna Coast Wilderness Park. Er bedeckt einen Teil des Laguna Canyons und ist ein Rückzugsgebiet für viele Tier- und Pflanzenarten. Von den Hügeln ergeben sich weite Blicke auf das Meer.
Der Aliso and Wood Canyons Wilderness Park befindet sich im Osten von Laguna Beach und wird vom Aliso Creek durchflossen. Durch die Landschaft ziehen sich lange Wanderwege. Auf dem Parkgelände wurden unzählige Fossilien gefunden, die von der frühen Geschichte der Region zeugen.

### Freizeit und Erholung

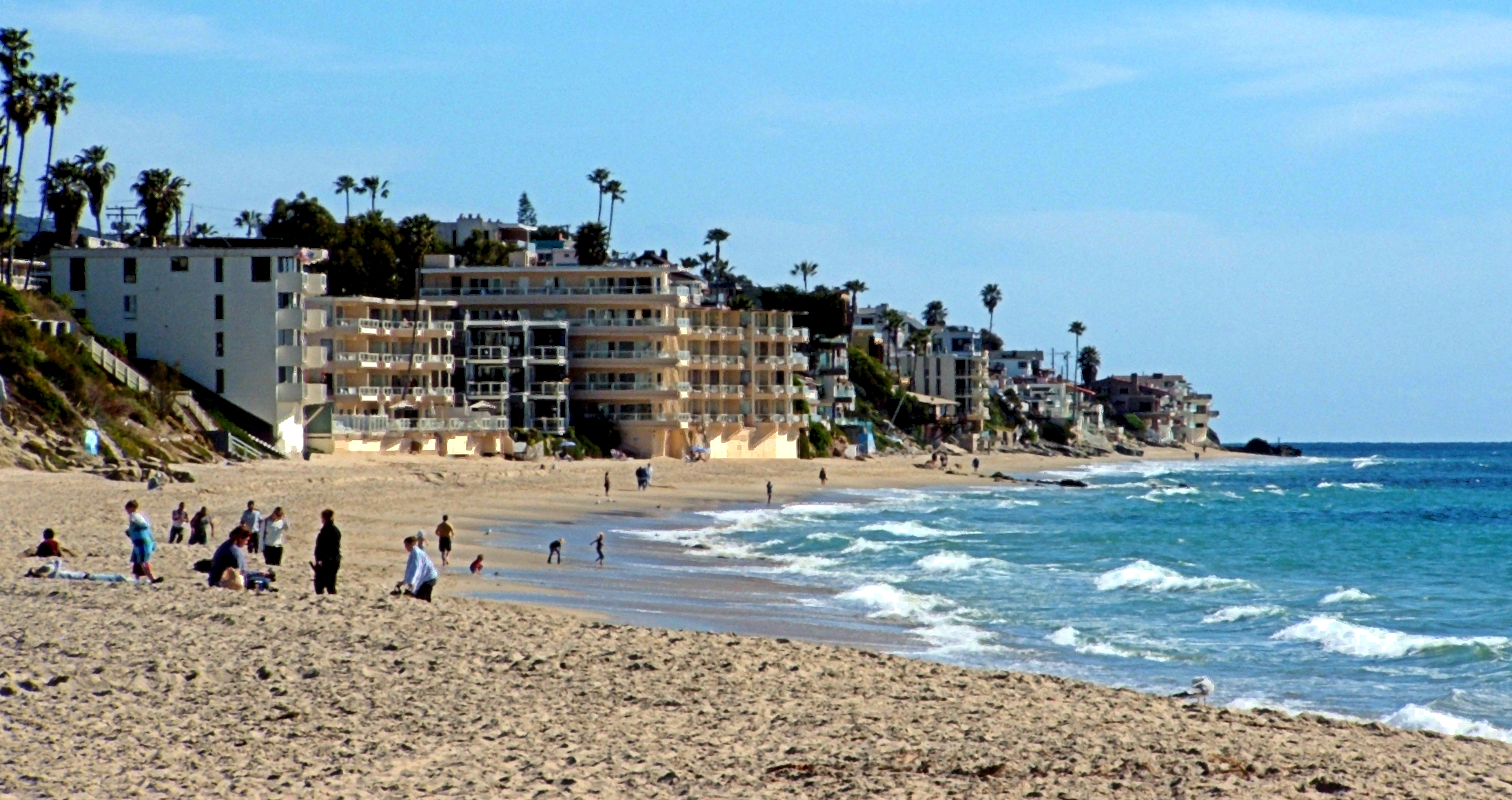
Am Main-Beach-Strand

Die palmengesäumten Sandstrände am Pazifischen Ozean gehören zu den Hauptanziehungspunkten in Laguna Beach. Beliebte Strände sind unter anderem Crescent Bay Beach, Shaw’s Cove Beach, Sleepy Hollow Beach, Picnic Beach, Main Beach, Aliso Beach, Victoria Beach und Thousand Steps Beach.  Das milde Klima sorgt das ganze Jahr über für angenehme Wassertemperaturen.

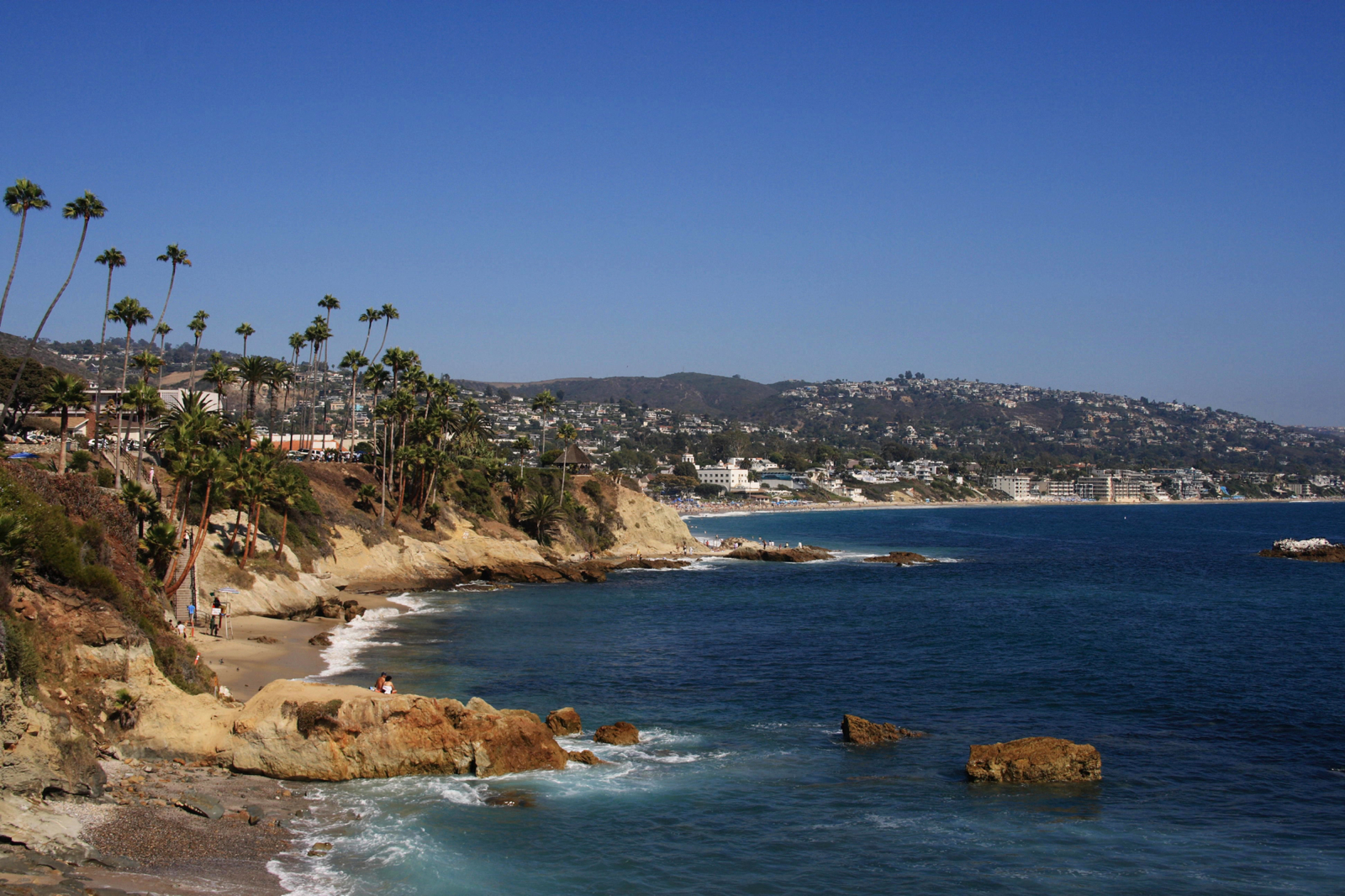
Felsküste am Heisler Park

Der Main Beach ist einer der am meisten frequentierten Strandabschnitte und erstreckt sich halbkreisförmig am Stadtkern. Die Küste ist landseitig von Wohnhäusern und hohen Klippen umgeben. An der Promenade treffen sich an Wochenenden zahlreiche Künstler, Maler und Musiker.
Eine häufige Freizeitbeschäftigung ist das sogenannte „tidepooling“, bei dem man kleine Meerestiere in den Gezeitentümpeln (tide pools) am Strand beobachten kann. Bei niedrigem Wasserstand sind die Felsen am Heisler Park dafür besonders geeignet. Dabei sind unter anderem seltene Lebewesen wie Breitfußschnecken, Rote Seeigel und Seegurken zu sehen.
Der Wassersport gehört in der Stadt zu den beliebtesten Freizeitaktivitäten. Aufgrund der hohen Brandung zieht es hier viele Surfer und Skimboarder an die Meeresküste. Das Skimboarden in seiner heutigen Form wurde in den 1960er-Jahren in Laguna Beach erfunden. Seit dieser Zeit hat sich die Sportart in der Stadt mehr und mehr etabliert. Viele Skimboard-Profis stammen aus Laguna Beach und Umgebung.

### Veranstaltungen
In Laguna Beach gibt es ganzjährig zahlreiche Veranstaltungen. In den Sommermonaten locken große Kunstfestivals hunderttausende Besucher in die Stadt. Die Ausstellungen zeigen einen Querschnitt verschiedener Stilrichtungen und Kunstgegenstände wie Gemälde, Zeichnungen, Skulpturen, Schmuck und Fotografien.
Von Juli bis September findet das Festival of Arts – Pageant of the Masters statt. Bei der 1932 gegründeten Veranstaltung präsentieren mehr als 140 Künstler ihre Werke. Eine internationale Ausrichtung bietet das Art-A-Fair-Festival, das 1966 ins Leben gerufen wurde. Von Juni bis August beteiligen sich rund 125 Künstler aus aller Welt an der Ausstellung.  Auf dem Sawdust Art Festival im Juli und August hingegen sind hauptsächlich ortsansässige Künstler vertreten. Allein diese Veranstaltung wird jährlich von mehr als 200.000 Menschen besucht.

## Wirtschaft und Infrastruktur

### Wirtschaft
In Laguna Beach haben sich viele teure Einzelhandelsgeschäfte angesiedelt. Die meisten dieser Läden befinden sich an der Forest Avenue im Stadtkern. Zahllose bekannte Marken sind hier vertreten. In der für seine Kunstszene bekannten Stadt haben sich mehr als 100 Kunstgalerien etabliert. Viele dieser Einrichtungen liegen an der sogenannten Gallery Row, die sich auf mehrere Häuserblocks am nördlichen Pacific Coast Highway erstreckt.
Die Arbeitslosenquote der Stadt lag im Dezember 2008 mit 3,1 % deutlich unter der des Bundesstaates Kalifornien mit 5,6 %.

### Verkehr

#### Straßenverkehr

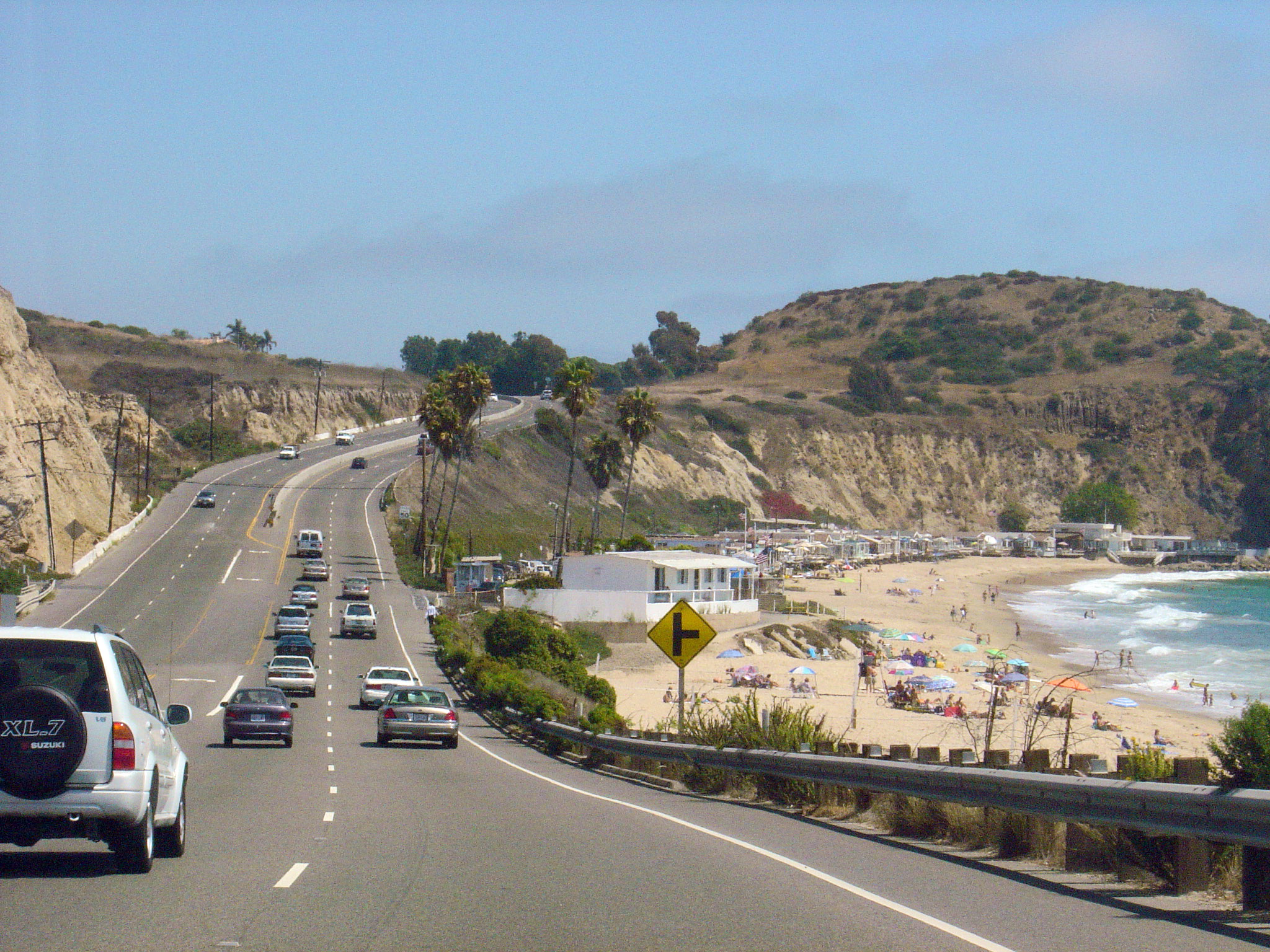
Der Pacific Coast Highway bei Laguna Beach

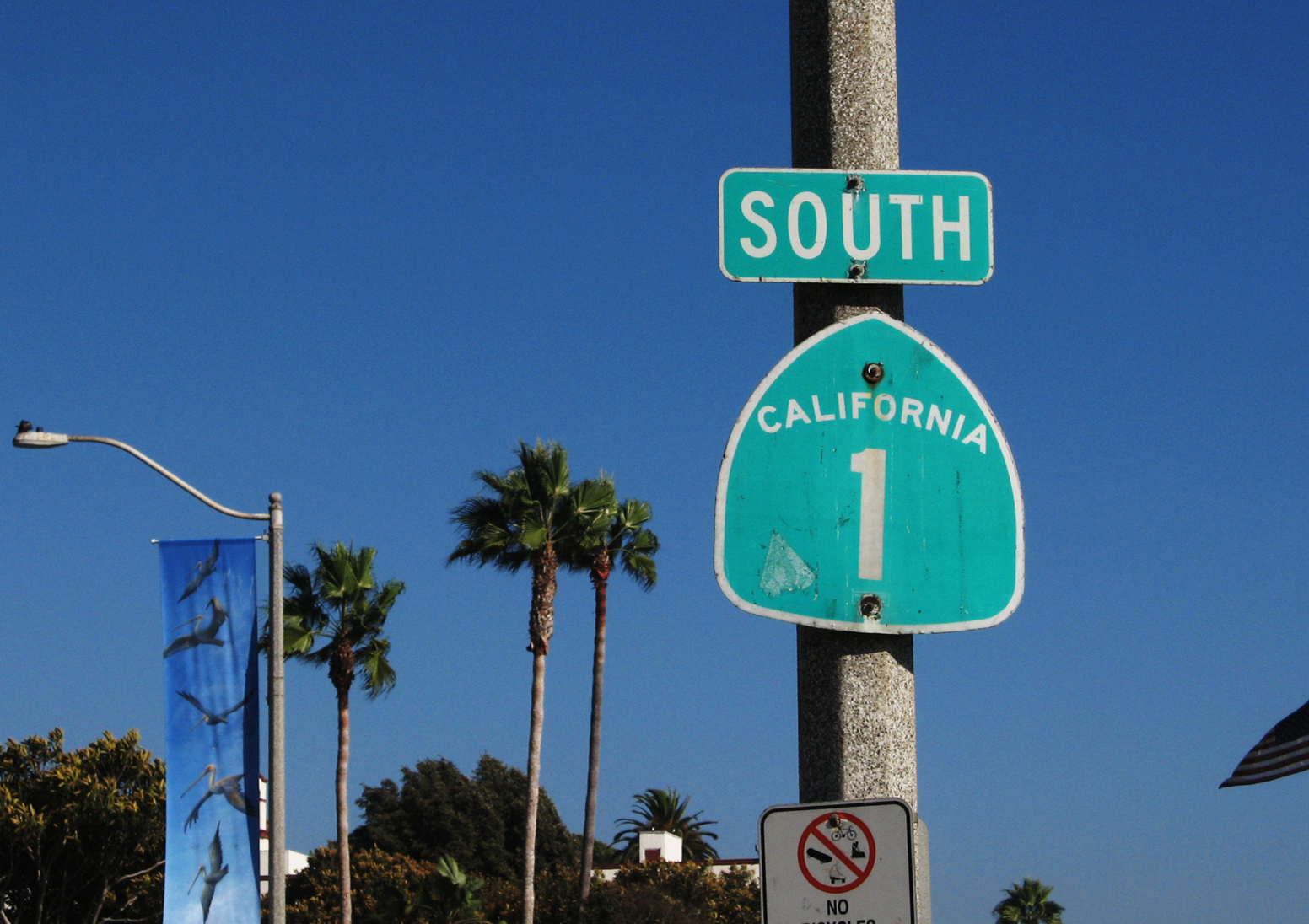
Schild des PCH im Stadtkern

Drei innerstaatliche Fernstraßen (State Routes) vernetzen Laguna Beach mit dem Umland. Aufgrund der hügeligen Topographie und der Lage am Meer sind die unten aufgeführten Schnellstraßen (Highways) die einzigen Verkehrswege in die Stadt. Aus Gründen der einfacheren Orientierung tragen die Verbindungen Beinamen.
Alle Highways im Überblick:
| - California State Route 1 - California State Route 73 - California State Route 133 |

Die California State Route 1 führt direkt durch den Stadtkern von Laguna Beach. Der sogenannte Pacific Coast Highway verläuft in Nord-Süd-Richtung in Sichtweite des Meeres und ist daher bei Autofahrern sehr beliebt. Die wie an einer Perlenschnur aufgereihten Küstenstädte im Orange County werden durch die Straße miteinander verbunden. Sie führt in Richtung Norden unter anderem an San Francisco vorbei.
Im Hinterland windet sich die California State Route 73 durch die San Joaquin Hills. Der sogenannte San Joaquin Hills Transportation Corridor ist eine Umgehung der weitgehend parallel verlaufenden California State Route 1. Die Benutzung des Teilabschnitts zwischen Irvine und Mission Viejo ist kostenpflichtig.
Die California State Route 133 beginnt an der Kreuzung mit der California State Route 1 im Stadtkern. Die Straße verläuft durch den Laguna Canyon auf der Trasse der gleichnamigen Laguna Canyon Road. Die Verbindung fungiert in erster Linie als Zubringer zur Interstate 405 und Interstate 5, von denen aus die Großstädte Los Angeles und San Diego in einer Autostunde zu erreichen sind.

#### Öffentlicher Verkehr
Den öffentlichen Personennahverkehr (ÖPNV) gewährleisten drei stadteigene Buslinien, die einen Großteil des Stadtgebiets erschließen. Die Laguna Beach Bus Station an der Ocean Avenue bildet den zentralen Knotenpunkt. Von Anfang Juni bis Ende August verkehren in Laguna Beach zusätzlich vier kostenlose Pendelbuslinien, die zwischen den Hauptsehenswürdigkeiten und den Kunstfestivals verkehren.
Die Orange County Transportation Authority (OCTA) betreibt außerdem zwei regionale Buslinien, die Laguna Beach an die umliegenden Städte anbindet. Die Line 1 bedient die Küstenorte auf der Route Long Beach–San Clemente, während die Line 89 nach Mission Viejo verkehrt.

### Bildung
Die örtlichen Schulen werden  vom Laguna Beach Unified School District verwaltet. Dem Bezirk gehören zwei Elementary Schools, eine Middle School und eine High School an.
Aus den Medien bekannt ist die Laguna Beach High School, an der zurzeit etwa 1000 Schüler lernen. Die Schule zählte zwischen 2004 und 2006 zu den Hauptdrehorten der Reality-Serie Laguna Beach: The Real Orange County. Die Sportmannschaften werden „Breakers“ genannt.
Das Laguna College of Art and Design (LCAD) ist eine Privathochschule, die sich auf bildende Künste spezialisiert hat. An dem 1961 gegründeten College werden unter anderem die Fachrichtungen Malerei, Bildhauerei und Grafik gelehrt. Momentan sind etwa 360 Studenten eingeschrieben.

## Laguna Beach in Kunst und Medien

### In Film und Fernsehen
Laguna Beach diente schon oft als Drehort und Schauplatz zahlreicher Film- und Fernsehproduktionen. Die bekanntesten Produktionen sind in der Liste aufgeführt.
- Laguna Beach: The Real Orange County (2004–06), die Reality-Serie handelt von einheimischen Jugendlichen, die die Laguna Beach High School besuchen.
- Mamma Mia! (2008), die Strandszenen des Films wurden in Laguna Beach gedreht.[37]

### In der Literatur
- Die Romane Feuerkiller und Die Saat des Drachen von T. Jefferson Parker spielen in Laguna Beach.[38][39]

## Persönlichkeiten

### Berühmte Einwohner
Die nachfolgende Übersicht enthält berühmte in Laguna Beach lebende Persönlichkeiten. Die Liste erhebt keinen Anspruch auf Vollständigkeit. Ob manche der Personen bereits verstorben oder weggezogen sind, ist dabei unerheblich.
- Leon Ames (1902–1993), Schauspieler[40]
- Charmaine Craig (* 1970), Schauspielerin und Schriftstellerin[41]
- Lindsay Davenport (* 1976), Tennisspielerin[42]
- Bette Davis (1908–1989), Schauspielerin[43]
- Taylor Hawkins (1972–2022), Schlagzeuger der Rockband Foo Fighters
- Hans Rey (* 1966), Mountainbiker[44]
- Nyjah Huston (* 1994), Skateboarder[45]

### Söhne und Töchter der Stadt
Die nachfolgende Übersicht enthält bedeutende in Laguna Beach geborene Persönlichkeiten. Die Liste erhebt keinen Anspruch auf Vollständigkeit. Ob die Personen ihren späteren Wirkungskreis dort hatten oder nicht, ist dabei unerheblich.
- Rick Muther (1935–1995), Autorennfahrer
- Linda Hanley (* 1960), Beachvolleyballspielerin
- Leif Hanson (* 1964), Volleyball- und Beachvolleyballspieler
- Roy Fielding (* 1965), einer der Hauptautoren der HTTP-Spezifikation
- Adam Johnson (* 1965), Volleyball- und Beachvolleyballspieler
- Chris Jonas (* 1966), Jazzmusiker und Komponist
- Derek Sherinian (* 1966), Keyboarder
- Alyson Noël (* 1967), Autorin
- Taylor Mac (* 1973), Schauspieler und Dramatiker
- Chad Carvin (* 1974), Schwimmer
- Rachel Wacholder (* 1975), Beachvolleyballspielerin
- Whitney Pavlik (* 1983), Beachvolleyballspielerin
- Lauren Conrad (* 1986), Reality-TV-Darstellerin und Modedesignerin
- Michael Lewis (* 1990), Autorennfahrer
- Hans Henken (* 1992), Segler
- Troy Field (* 1993), Beachvolleyballspieler
- Graham Phillips (* 1993), Schauspieler und Sänger
- McQuin Baron (* 1995), Wasserballspieler
- Olivia Davies-McDaniel (* 1997), philippinische Fußballspielerin
- Makenzie Fischer (* 1997), Wasserballspielerin
- Aria Fischer (* 1999), Wasserballspielerin
- Francis Jacobs (* 2005), Fußballspieler